# Natuurpark Calares del Mundo y de la Sima

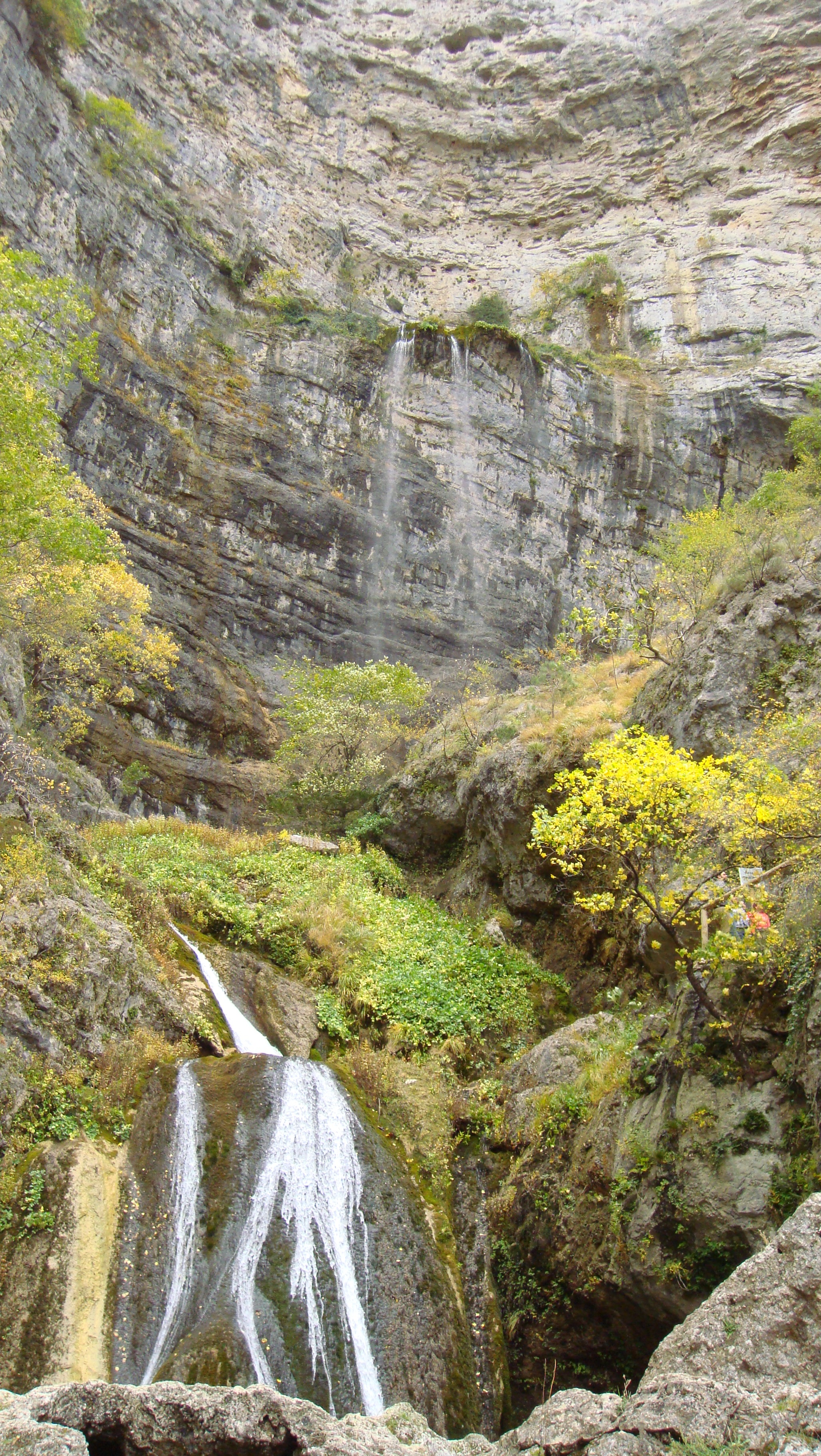

Het Natuurpark Calares del Mundo y de la Sima (Spaans: Parque natural de los Calares del Mundo y de la Sima) is een natuurpark in Castilië-La Mancha in Spanje. Het natuurpark werd opgericht in 2005 en is 19192 hectare groot. Het natuurpark omvat bergen, karstverschijnselen, watervallen en rivieren (Mundo). In het park komt steenarend, havikarend, everzwijn voor. 